# 十種神宝
十種神宝（とくさのかんだから）は、『先代旧事本紀』「天孫本紀」（巻3）に天璽瑞宝十種（あまつしるし-みずたから-とくさ）として登場する10種類の宝物。記述によると饒速日命（にぎはやひのみこと）が天降りする際に、天神御祖（あまつかみみおや）から授けられたとする。

## 概要
分類すれば、鏡2種、剣1種、玉4種、比礼（女性が首に結ばずに掛け、左右から同じ長さで前に垂らすスカーフ様のもの）3種となる。これを三種の神器に対応させて、鏡は八咫鏡、剣と比礼は草薙剣、玉は八尺瓊勾玉であるとする説もある。
十種神宝の内容は以下の通りである。
- 沖津鏡（おきつかがみ）
- 辺津鏡（へつかがみ）
- 八握剣（やつかのつるぎ）
- 生玉（いくたま）
- 死返玉（まかるかへしのたま）
- 足玉（たるたま）
- 道返玉（ちかへしのたま）
- 蛇比礼（おろちのひれ）…大国主の神話に出てくる比礼との関係が注目される。
- 蜂比礼（はちのひれ）…大国主の神話に出てくる比礼との関係が注目される。
- 品物之比礼（くさぐさのもののひれ）

## あまつしるし
十種神宝は『記紀』には出てこないが、天津神の子であることを示す「あまつしるし」は、『記紀』ともに神武天皇の段に登場し、『古語拾遺』などにも記載がある。漢字は古事記は「天津瑞」、日本書紀は「天表」、古語拾遺は「天璽」とそれぞれ当てている。各記述の相違は以下である。
- 古事記 - 単に天津瑞とだけしている。
- 日本書紀 -「天羽々矢（あまのははや）」と「歩靱（かちゆき）」。武具らしき物を天表としている。
- 古語拾遺 - 現在も皇位の表徴として有名な、三種の神器を天璽としている。

## 布瑠の言
布瑠の言（ふるのこと）とは、「ひふみ祓詞」・「ひふみ神言」ともいい、死者蘇生の言霊といわれる。

## 十種神宝の行方
石上神宮の祭神である布留御魂神は十種神宝のことであるとする説もある。石上神宮に伝わる鎮魂法では「ひふみの祓詞」や十種神宝の名前を唱える。
本物か不明であるが、大阪市平野区喜連6丁目にある式内楯原神社内の神寶十種之宮に、偶然、町の古道具屋で発見されたという十種神宝が祀られている。石上神宮側から返還要請があったにもかかわらず、返していないという。
江戸時代、山崎闇斎は、垂加神道においては神秘的な意義の有るものとして、さまざまな口伝的著述を残した。
籠神社には、息津鏡・辺津鏡という2面の鏡が伝世している。十種神宝の沖津鏡・辺津鏡との関係は不明で、籠神社も特に見解は出していない。
秋田県大仙市の唐松神社には古史古伝のひとつである『物部文書』とともに奥津鏡、辺津鏡、十握の剣、生玉、足玉とされる物が所蔵されているという。
京都市伏見区には伏見神寳神社がある。

## 関連項目

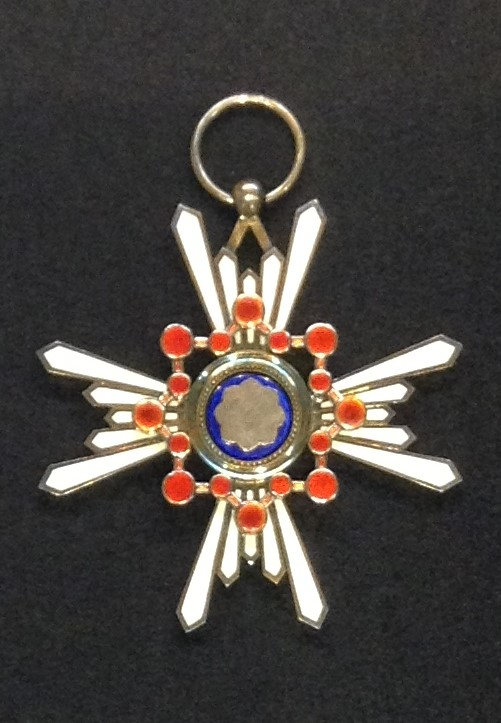
勲一等瑞宝章（瑞宝大綬章）の正章